# Gangutska bitka
Gangutska bitka (rusko Гангутское сражение, finsko Riilahden taistelu, finska švedščina: Slaget vid Rilax, švedsko Sjöslaget vid Hangöudd) se je zgodila 27. julijaJul./ 7. avgusta 1714Greg. med veliko severno vojno (1700–1721), v zalivu Riilahti Bay, severno od polotoka Hanko, v bližini danšnjega mesta Hanko, Finska, med Švedsko in Rusko imperialno mornarico. To je bila prva pomembna zmaga v zgodovini Ruske vojne mornarice. V Rusiji se praznuje kot en od Dni vojaške časti.
Ruski car Peter I. je spomladi 1713 začel s svojo ofenzivo na Finskem. Ruska vojska je hitro napredovala vse do mesta Turku na jugozahodni obali Finske. Po ruski zmagi v bitki pri Storkytu 19. februarja 1714 je bila južna Finska v celoti pod ruskim nadzorom. Ruski guverner na Finskem, knez Mihail Galicin s sedežem v Turkuju, ni mogel prejeti pomoči po morju, saj je pomorsko pot mimo polotoka Hanko od 24. aprila blokirala švedska bojna flota pod vodstvom admirala Gustava Wattranga.

## Bitka
29. julija 1714 je do polotoka prispela ruska flota galej z 80 ladjami. Tam so srečali švedsko floto s 16 linijskimi in 7 manjšimi ladjami pod poveljstvom admirala Wattranga. Apraksin se je odločil umakniti ladje na vzhodno stran polotoka in je poklical okrepitve. Dodatnih 20 galej je prispelo iz Helsingforsa. Rusi so poskusili ladje prenesti po kopnem na drugo stran polotoka, vendar jim to ni uspelo. Rusi so ponovno poskusili s prebojem 26. julija, ko je bilo vreme mirno. Majhne ruske galeje so bile okretne, težke švedske bojne ladje pa je bilo težko obračati v takem vremenu. Prvim 20 majhnim galejam je uspelo prebiti obroč in Apraksin je poslal po isti poti še 15 galej. Kljub švedskemu trudu, da bi preprečil ruskim ladjam preboj, so Rusi izgubili samo eno galejo, ki je nasedla.
Švedi se niso hoteli predati in ruska flota je napadla 27. julija 1714 ob 14. uri. Ruska flota, ki ji je poveljeval car, je napadla sprva s 35 in nato z 80 galejami, vendar so Švedi njihova napada odbili. Tretji napad s 95 galejami je bil uspešen in Rusi so se približali švedskim ladjam ter tako izkoristili svojo številčno premoč. Boj je trajal tri ure in se je končal z ruskim vkrcanjem na švedsko poveljniško ladjo Elefeanten in zajetjem švedskega poveljnika admirala Ehrenskiölda.
Ruske galeje so bile grajene drugače od švedskih. Kljub šibkejši artilerijski oborožitvi (dva 57 mm topova na galejo) so imeli večjo posadko, običajno okrog 200 ljudi na galejo. Rusov je bilo bistveno več od Švedov, po nekaterih švedskih podatkih celo 15 proti 1. Rusov v bitki je bilo toliko, da ni bilo dovolj prostora, da bi se borili vsi naenkrat, zato je napadlo samo 23 ladij.:103

## Vir
- Mattila, Tapani (1983). Meri maamme turvana [Sea safeguarding our country] (v finščini). Jyväskylä: K. J. Gummerus Osakeyhtiö. ISBN 951-99487-0-8.